# Mustasaari (ö i Finland, Norra Österbotten, Uleåborg, lat 65,06, long 25,92)
Mustasaari är en ö i Finland. Den ligger i Kiminge älv och i kommunen Uleåborg i den ekonomiska regionen  Uleåborgs ekonomiska region  och landskapet Norra Österbotten, i den centrala delen av landet, 500 km norr om huvudstaden Helsingfors. Öns area är 32,8 hektar och dess största längd är 1 kilometer i sydöst-nordvästlig riktning.